# پاچنبری
پاچنبری (Club-Foot) مهمترین و شایع‌ترین بدشکلی (دفورمیتی) مادرزادی پا است. در این بد شکلی پا، قسمت جلو پا به سمت داخل و پایین چرخیده و در عقب، پاشنه پا هم به سمت داخل چرخیده‌است.

## علت
در اکثر بیماران یک نقص تکاملی جنینی که باعث عدم تعادل بین عضلات اینوتور پلانتار فلکسور و اورتوردورسی فلکسور می‌گردد، مسئول ایجاد بدشکلی است. نیمه در رفتگی مفصل تالوناویکولا نیز در ایجاد بدشکلی نقش دارد، به این ترتیب که استخوان ناوی (از استخوانهای مچ پا) به جای آنکه در قسمت پشتی سر استخوان قاپ (استخوان اصلی پاشنه پاTalus) قرار گیرد، تاحدی در ناحیه داخلی آن جای می‌گیرد. بافتهای نرم سمت داخل پا تکامل کمتری یافته و کوتاه‌تر از طبیعی می‌شوند. در صورت عدم درمان به موقع، استخوان‌های کف پا (تارسال) به صورت ناهنجار، رشد نموده و سبب دفورمیتی دائم پا می‌شوند.

## نمودهای  بالینی
بدشکلی که کاملاً مشخص است، شامل سه جزء می‌باشد:
۱. پیچش به داخل پا
۲. اداکسیون یا انحراف به داخل جلوی پا نسبت به پاشنه پا (نوک پاها به هم نزدیکتر از پاشنه پاها هستند)
۳. خم شدن کف پاها به داخل (اکوئینوس یا پلانتار فلکسیون)
هنگام معاینه روتین نوزادان معیار تشخیصی این می‌باشد که نتوان به آسانی پا را اورسیون داد یا کف پا را به خارج خم کرد.

## میزان شیوع
درهر ۱۰۰۰ تولد، یک مورد پاچنبری وجود دارد. در پسرها شایعتر است. در بیشتر موارد سابقه خانوادگی این عارضه وجود دارد. نیمی از موارد دوطرفه هستند.

## درمان
بیشتر پاچنبری‌ها در دوران شیرخوارگی با گچ گیری در عرض ۶ تا ۸ هفته اصلاح می‌شوند. کمتر از ۵ درصد پاچنبری‌ها از نوع بسیار شدید و غیرقابل انعطاف هستند که ممکن است به این درمان گچ‌گیری پاسخ ندهند و نیاز به عمل جراحی پیدا کنند.
درمان پاچنبری باید در هفته اول یا دوم زندگی شروع شود، زیرا در این دوران بافتهای رباطها، کپسول مفصلی و تاندونها، انعطاف پذیرترند.
دستکاری (مانیپولاسیون) و کشش ایجاد شده توسط پزشک بر روی این عناصر به طور هفتگی سبب افزایش طول و کشیدگی این عناصر می‌شود و گچ گرفته شده بعد از این دستکاری سبب می‌شود که اصلاح به دست آمده برای یک هفته آینده حفظ شود. به تدریج استخوانها جابه جا می‌شوند و به محل صحیح خود برمی گردند.
به طور معمول ۵ تا ۷ بار گچ بلند که ازنوک انگشتان تا قسمت بالای ران ادامه می‌یابد، به طور هفتگی گرفته می‌شود تا بد شکلی اصلاح شود.
دو روش دیگر نیز جهت نگاه داشتن پا در وضعیت اصلاح شده در فواصل بین دستکاری‌ها وجود دارد بکار بردن ناودان فلزی دنیس براون و استفاده از نوار چسب‌های مخصوص.

## عود بیماری
احتمال عود بعد از تصحیح موفق (از طریق گچ یا جراحی) ۲۵-۲۰٪ است. برای جلوگیری از عود، بعد از اتمام دوره گچ گیری، برای بیمار یک اسپلینت مخصوص ساخته می‌شود که به مدت چند ماه باید به طور شبانه‌روزی از آن استفاده کند و بعد از آن حداقل به مدت ۲ تا ۳ سال شبها از آن بهره ببرد. پس از یک سال در طول روز کودک می‌تواند از کفشهای معمولی استفاده کند.

## جراحی
اگر بیمار با گچ گیری یا آتل گذاری سریال بهبود نیابد، (یعنی پس از ۲ یا ۳ ماه، پا از نظر بالینی و رادیولوژی طبیعی نشده باشد) انجام عمل جراحی برای اصلاح بدشکلی اجتناب ناپذیر است. بهترین زمان برای انجام عمل جراحی حدود ۶ ماهگی است.
۸۰٪ موارد با آزادسازی تاندون آشیل (تنوتومی) مشکل برطرف می‌شود. هنگام جراحی تمام لیگامانهای سفت در قسمت داخل مچ پا را جدا می‌نماییم و هر تاندونی را که بیش از حد سفت شده (ازجمله تاندون آشیل یا تاندون کالکانئوس) را طویل می‌کنیم. سرانجام استخوان‌های کف پایی که آزاد شده‌اند را در وضعیتی طبیعی نسبت به هم قرار می‌دهیم.